# Gaspar Cassadó

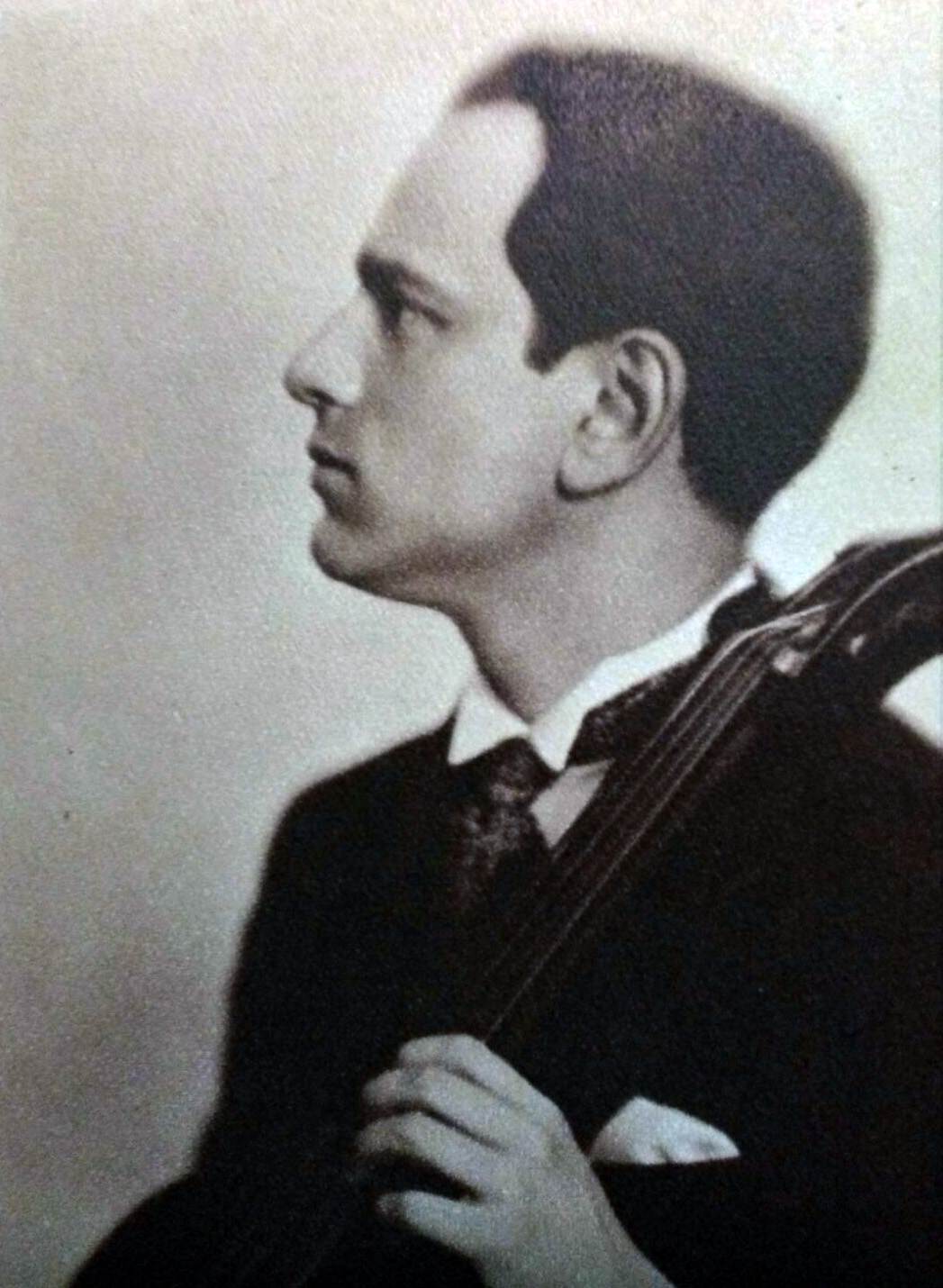
Gaspar Cassadó i Moreu

Gaspar Cassadó i Moreu (* 5. Oktober 1897 in Barcelona; † 24. Dezember 1966 in Madrid) war ein spanischer Cellist und Komponist.
Der Sohn des Kirchenmusikers Joaquim Cassadó hatte bereits im Alter von fünf Jahren den ersten Cellounterricht bei seinem Vater. 1907 zog sein Vater mit ihm nach Paris. Dort wurde er Lieblingsschüler von Pau Casals. Daneben hatte er Kompositionsunterricht bei Manuel de Falla und Maurice Ravel.
Nach dem Ersten Weltkrieg begann seine Karriere als weltweit konzertierender Cellist. Er trat unter berühmten Dirigenten wie Wilhelm Furtwängler, Sir Thomas Beecham und Felix Weingartner auf. Legendär war seine Einspielung des Doppelkonzertes von Brahms gemeinsam mit Joseph Szigeti. 

## Biographie
Cassadó wurde in Barcelona geboren. Sein Vater, Joaquim Cassadó i Valls, war Kapellmeister der Basilica de la Merced (Barcelona). Seine Mutter, Agustina Moreu i Fornells, war aus Mataró und Schwester von Pepita Moreu, in die Antonio Gaudí unglücklich verliebt gewesen war. Gaspar Cassadó erhielt seinen ersten Musikunterricht im Alter von fünf Jahren bei seinem Vater, und im Alter von sieben Jahren begann er mit Cello-Unterricht bei Dionisio March. Mit neun spielte er in einem Konzert, bei dem Pau Casals zufällig im Publikum war. Casals bot sofort an, ihn zu unterrichten, und die Stadt Barcelona gewährte ihm ein Stipendium, damit er bei Casals in Paris studieren konnte.
Sein Vater zog mit Gaspar und seinem älteren Bruder Agustí dorthin, der ebenfalls große Begabungen als Geiger zeigte. Das Talent des jungen Gaspar öffnete ihm die Türen zu den musikalischen Kreisen von Paris, wo er Kurse in Harmonielehre und Komposition bei Maurice Ravel belegte und die Freundschaft der Komponisten Manuel de Falla und Alfredo Casella sowie des Pianisten Ricardo Viñes genoss. Er war der Cellist, der am längsten bei Casals studierte.
1914 brach der Erste Weltkrieg aus, und sein Bruder Agustí starb an einer Epidemie. Gaspar kehrte nach Barcelona zurück und begann Konzerte mit den wichtigsten Orchestern Spaniens zu geben. Ab 1918 trat er dank seiner Freundschaft mit Casella auch in Frankreich und Italien auf. 1920 tourte er durch Argentinien. Ab 1922 begann er, eigene Kompositionen zu veröffentlichen, sowohl Cellostücke als auch Konzerte, Kammermusik, Oratorien und eine Sardana. Er machte auch Transkriptionen für Cello. 
1923 lernte er dank seiner Freundschaft mit Francesco von Mendelssohn dessen Mutter, die Sängerin und Pianistin Giulietta Gordigiani kennen, mit der er anschließend über drei Jahrzehnte in Florenz zusammenlebte. Gaspar und Giulietta gründeten ein Cello- und Klavierduo, mit dem sie mehr als ein Jahrzehnt lang die europäischen Bühnen bereisten und großen Erfolg hatten. Giulietta Gordigiani, die Witwe von Robert von Mendelssohn, unterstützte ihn maßgeblich bei der Entwicklung und Förderung seiner Karriere sowie als Pianistin durch ihre musikalische Zusammenarbeit mit ihm. Die beiden großen Virtuosen ernteten jahrelang das Lob der Öffentlichkeit und die Bewunderung der Kritik. 1940 tourte Cassadó durch die Vereinigten Staaten und verbrachte die Jahre des Zweiten Weltkriegs zusammen mit Giulietta in der Stadt Striano.
Seine Karriere erlitt in der Nachkriegszeit einen großen und irreparablen Rückschlag, hauptsächlich aufgrund eines berühmten Briefes, den sein ehemaliger Lehrer Casals in der New York Times veröffentlichte, in dem Cassadó zu Unrecht der Kollaboration mit den faschistischen Regimes beschuldigt wurde. Insbesondere wurde gefordert, dass Cassadó in den verbündeten Ländern nicht mehr spielen dürfe.
Cassadó verband seine Solokarriere mit seiner Tätigkeit als Jurymitglied bei internationalen Wettbewerben. Seit 1946 war er Professor an der Accademia Musicale Chigiana in Siena und seit 1958 an der Staatlichen Hochschule für Musik in Köln. In diesem Jahr war er Mitbegründer des "Spanischer Musikkurs in Compostela" in Santiago de Compostela. 
Zu seinen Schülern zählten Radu Aldulescu, Marçal Cervera, Rohan de Saram, Johannes Goritzki, Elias Arizcuren und Susanne Basler.
Seit Ende der 1950er Jahre trat er häufig im Duo mit Alicia de Larrocha auf. Er arbeitete auch mit berühmten Kollegen wie David Oistrach, Mstislaw Rostropowitsch und Yehudi Menuhin zusammen. 1964 spielte Cassadó die Uraufführung von sechs unveröffentlichten Cellosonaten Luigi Boccherinis. Daneben galt sein Interesse besonders zeitgenössischen Komponisten. Er führte unter anderem Werke von Enric Morera, Bernhard Hamann, Arthur Honegger, Paul Hindemith, Mario Castelnuovo-Tedesco, Bohuslav Martinů, Frederick Delius, Luigi Dallapiccola, Alexandre Tansman, Hans Pfitzner und Aram Chatschaturjan auf.
Außerdem komponierte Cassadó mehrere Werke für sein Instrument, ein Cellokonzert sowie u. a. drei Streichquartette. Zahlreiche Werke anderer Komponisten bearbeitete er für Cello und Orchester (z. B. von Wolfgang Amadeus Mozart, Franz Schubert, Carl Maria von Weber).
1959 heiratete Gaspar Cassadó die Pianistin Chieko Hara. Er starb an einem Herzinfarkt in Madrid in der Weihnachtsnacht 1966. 